# Rusningstid
Rusningstid är tider på dygnet när trafiken är som tätast eller tillströmningen av kunder till butiker är som störst, och är särskilt påtagligt i storstadsområden.
Rusningstrafik syftar på tät trafik under rusningstid och sammanfaller ofta med att många människor reser till eller från sina arbeten. Vanligen kan man undvika rusningstrafik genom att exempelvis resa tidigare.
Högtrafik är en tidsperiod med tät eller mycket tät trafik och används särskilt i kontrast till lågtrafik när trafiken är gles. Det är något som kan påverka trafikrelaterade avgifter.

## Bilder

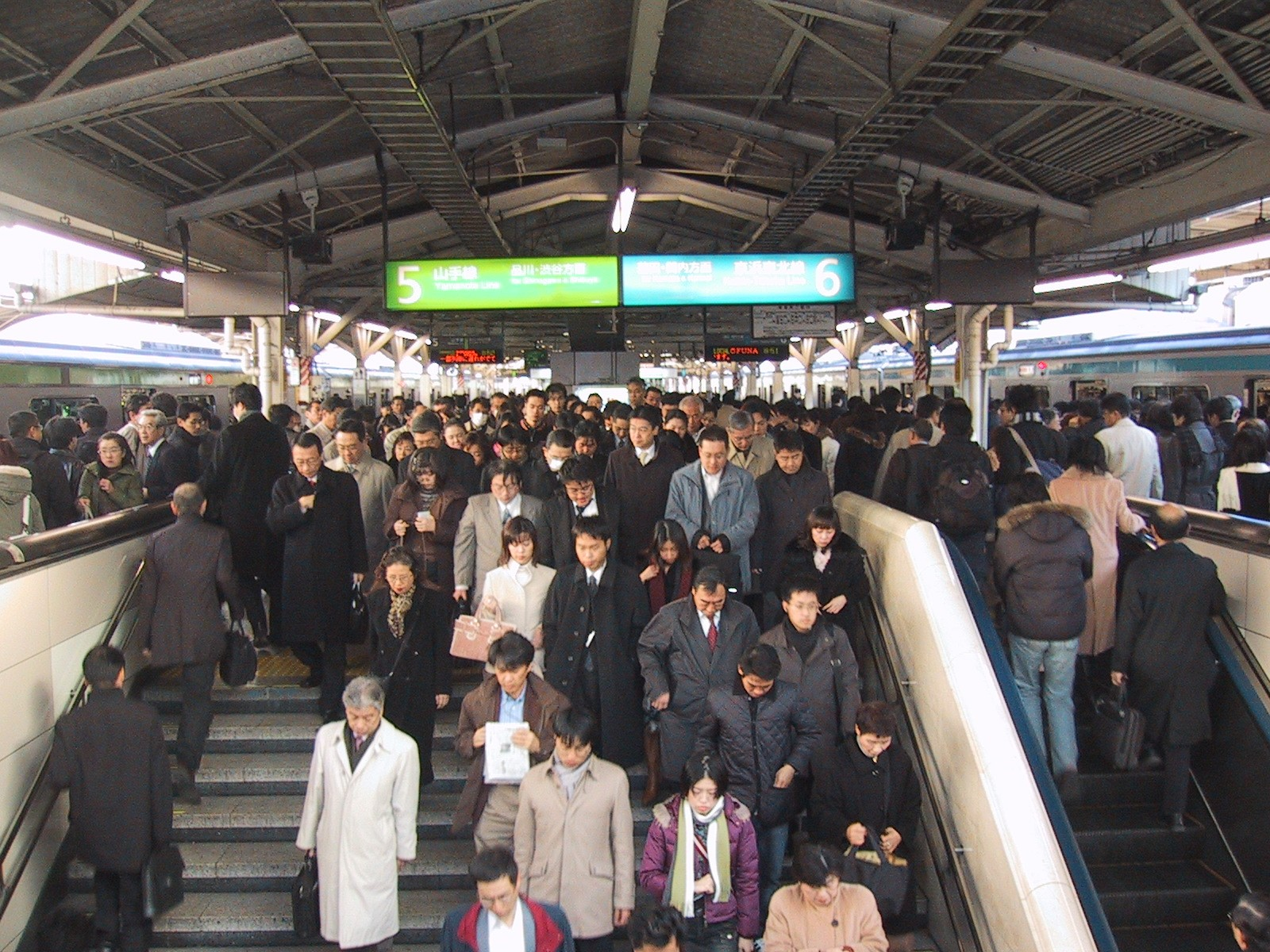
Rusningstid i Tokyo.
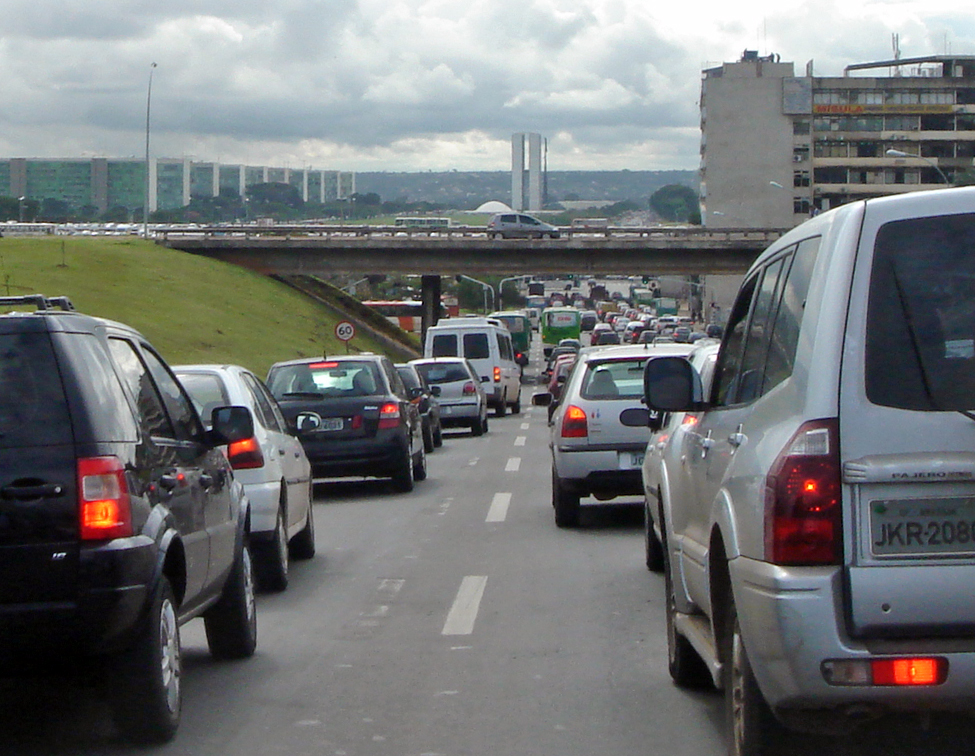
Trafikstockning i Brasília.
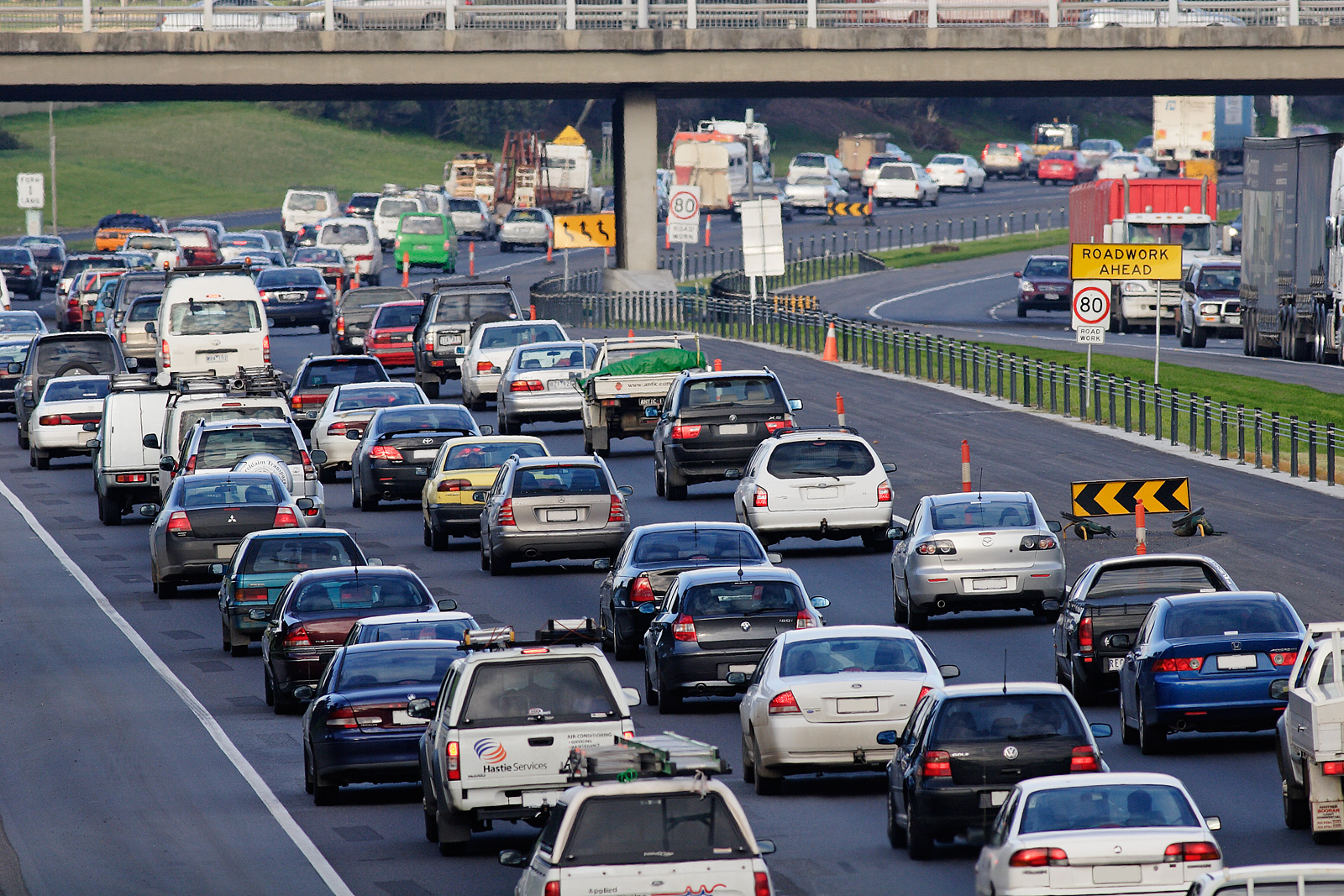
Trafikstockning i Melbourne.
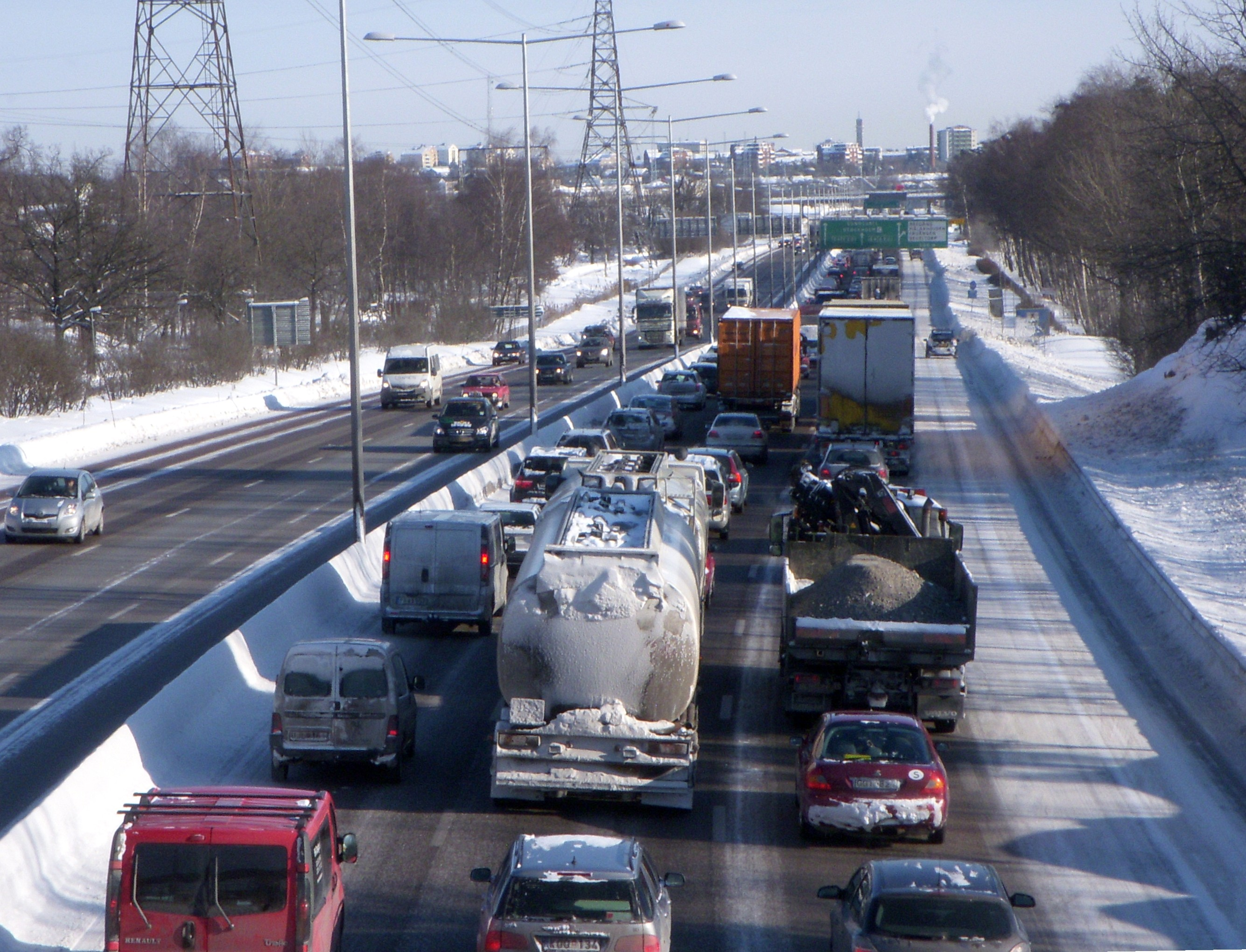
Bilkö på Södertäljevägen i Stockholm.